# Maxïmo Park
Maximo Park és un grup anglès d'indie rock que va néixer l'any 2003.
El seu estil musical recorda a grups anglesos com Pulp o Franz Ferdinand. La veu del vocalista del grup, Paul Smith, és molt característica i ens recorda l'estil del vocalista del mític grup punk Bad Religion. Maximo Park pertanyen a l'escena Post-punk, amb grups com The Futureheads.

## Components
Els integrants de Maximo Park són: 
- Paul Smith - Vocalista
- Duncan Lloyd - Guitarrista
- Archis Tiku - Al baix
- Lukas Wooller - Teclats
- Tom English - Bateria

## Discografia

### Àlbums
- A Certain Trigger (2005)
- Missing songs (2005)

### Singles
- The Coast is Always Changing / The night I lost My Head (2004)
- Apply Some Preassure (2005)
- Graffiti (2005)
- Going Missing (2005)
- Apply Some Preassure (reedició) (2005)
- I want to say (2006)

## DVD
- Found on film (2006)